# Monastère de Čokešina
Le monastère de Čokešina (en serbe cyrillique : Манастир Чокешина ; en serbe latin : Manastir Čokešina) est un monastère orthodoxe serbe situé à Čokešina, sur le territoire de la ville de Loznica et dans le district de Mačva, en Serbie. Il est inscrit sur la liste des monuments culturels de grande importance de la république de Serbie (identifiant no SK 361),,.
Le monastère, dédié à la Nativité de la Mère de Dieu, abrite une communauté de religieuses.

## Présentation
Le monastère se trouve au pied du mont Cer, près de Prnjavor, sur la route qui mène de Šabac à Loznica.
Selon la tradition, il aurait été fondé par Miloš Obilić et sa construction aurait été interrompue par les suites de la bataille de Kosovo Polje (1389). Il aurait été terminé par le grand propriétaire foncier Bogdan Čokeša, auquel il devrait son nom. Pendant l'occupation ottomane de la Serbie, le monastère a été plusieurs fois détruit et reconstruit. La première grande reconstruction a eu lieu sous l'évêque de l'éparchie de Valjevo Joakim en 1785.

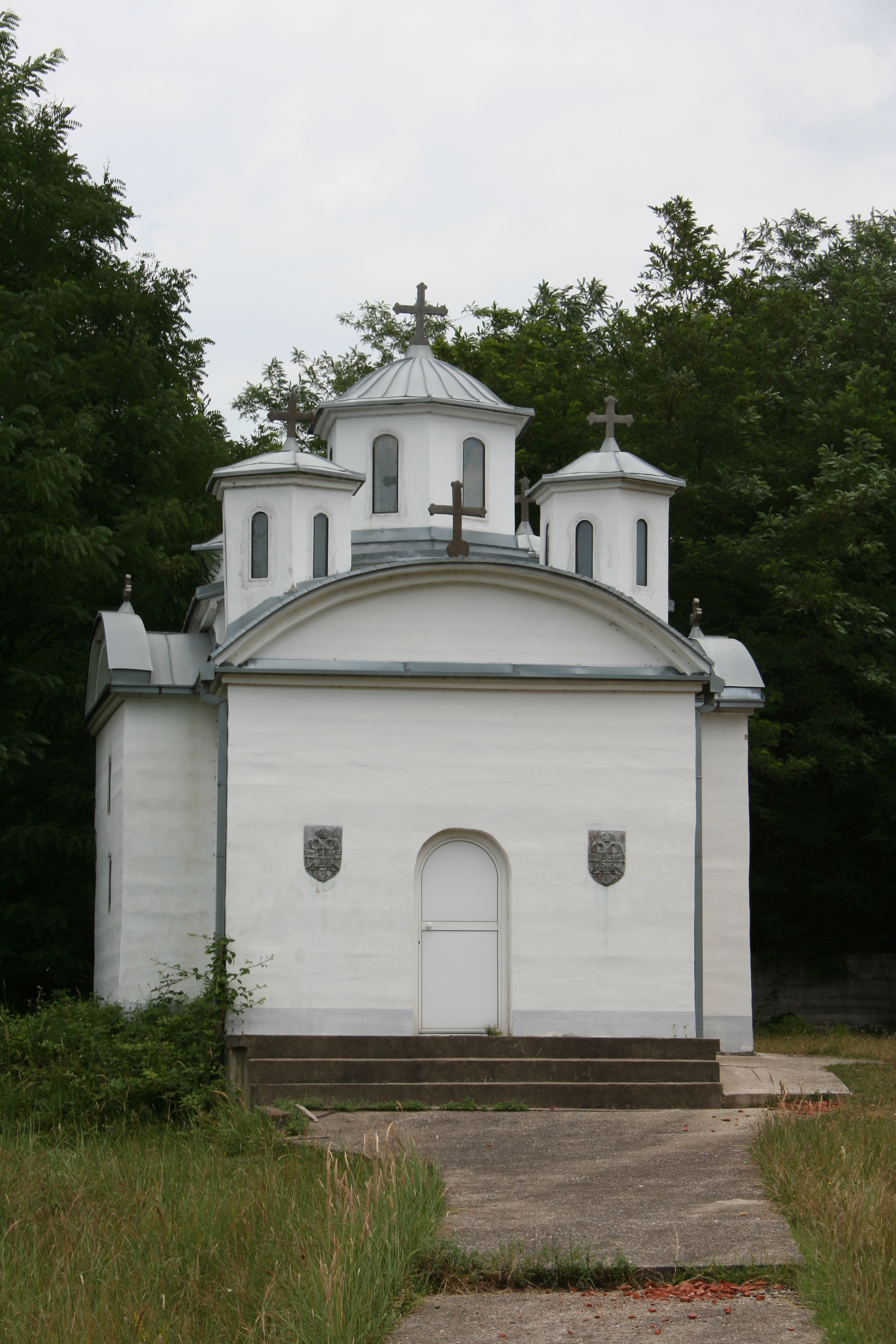
Autre vue de l'église

L'église actuelle a été construite entre 1820 et 1823, à l'époque de l'higoumène Hadži Konstantin Vujanić, avec l'aide du prince Miloš Obrenović et de son frère Jevrem. L'église s'inscrit dans un plan tréflé ; elle est surmontée d'un dôme central polygonal ; le chœur est encadré de deux chapelles formant des saillies rectangulaires sur les façades latérales et dominées par des dômes de moindre dimension. À l'ouest, le narthex est dominé par un clocher carré. La décoration des façades se réduit à une corniche qui court en dessous du toit.
À l'intérieur, l'iconostase a été peinte en 1834 par Mihailo Konstantinović de Bitola et par Nikola Janković d'Ohrid,.

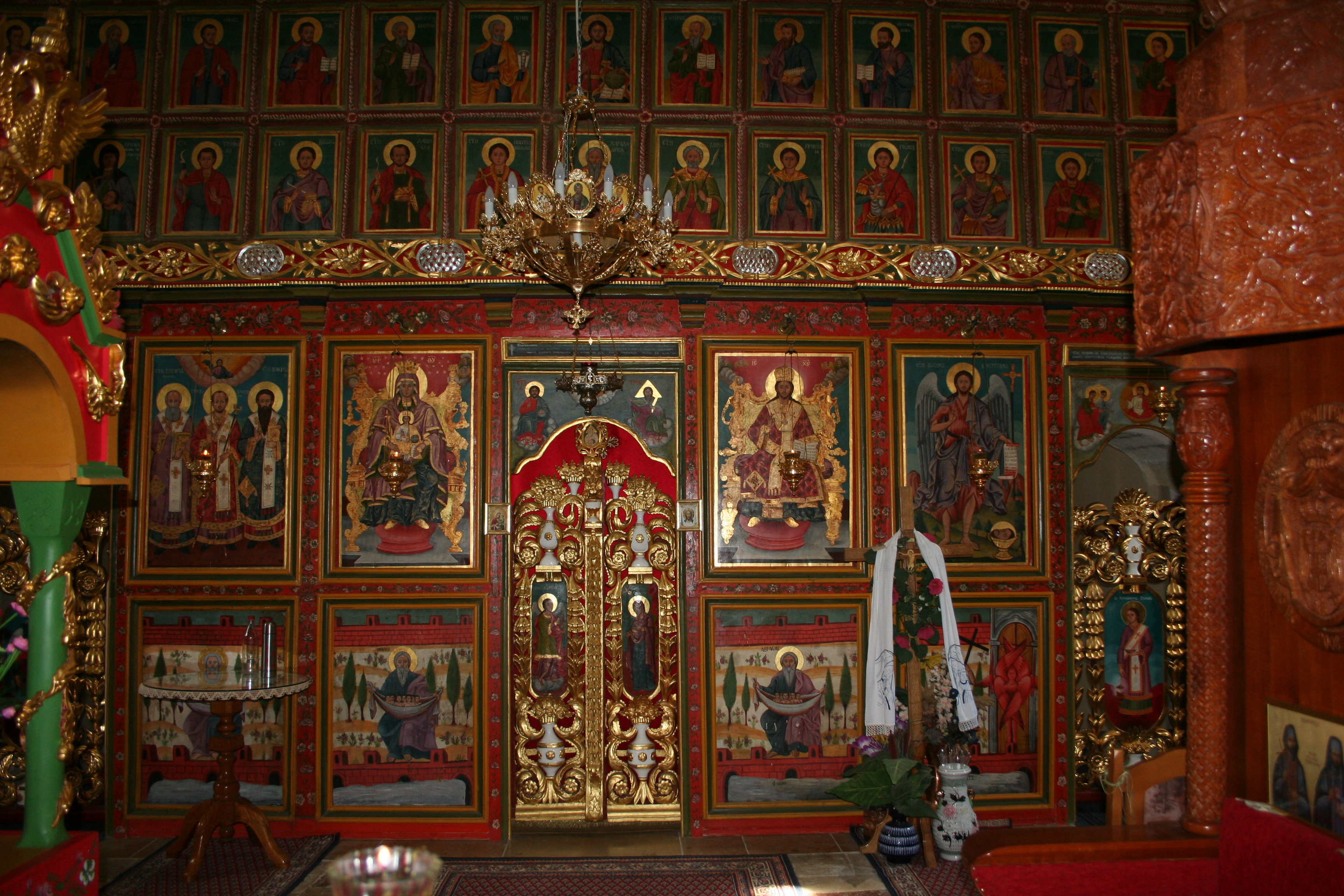
L'iconostase de l'église.

Parmi les autres éléments de l'ensemble monastique figurent un mémorial-ossuaire, érigé en 1890 en l'honneur des frères Gligorije et Dimitrije Nedić, morts lors de la bataille de Čokešina en 1804, et des konaks construits en 1962,.

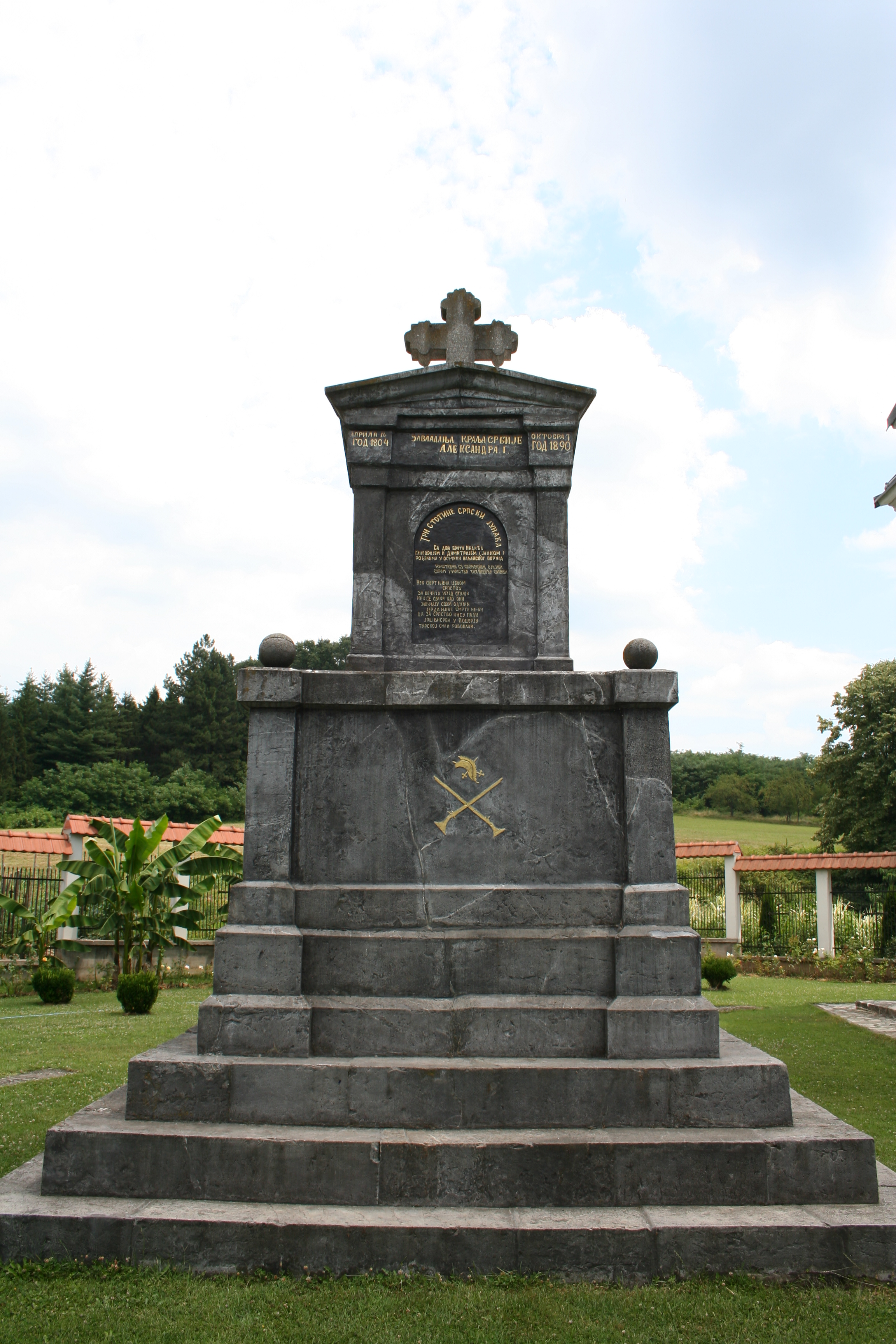
Le monument aux frères Gligorije et Dimitrije Nedić
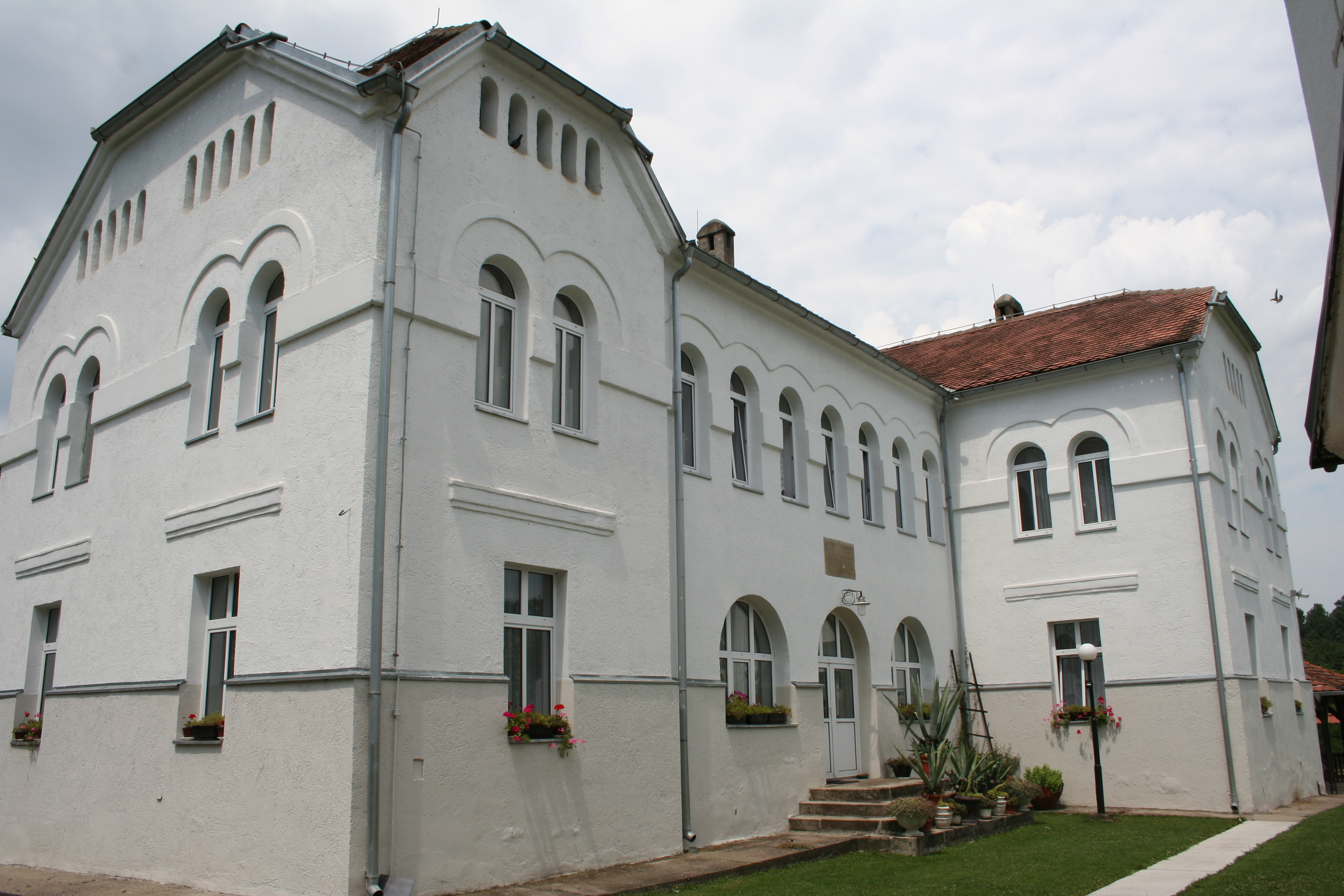
Un konak du monastère
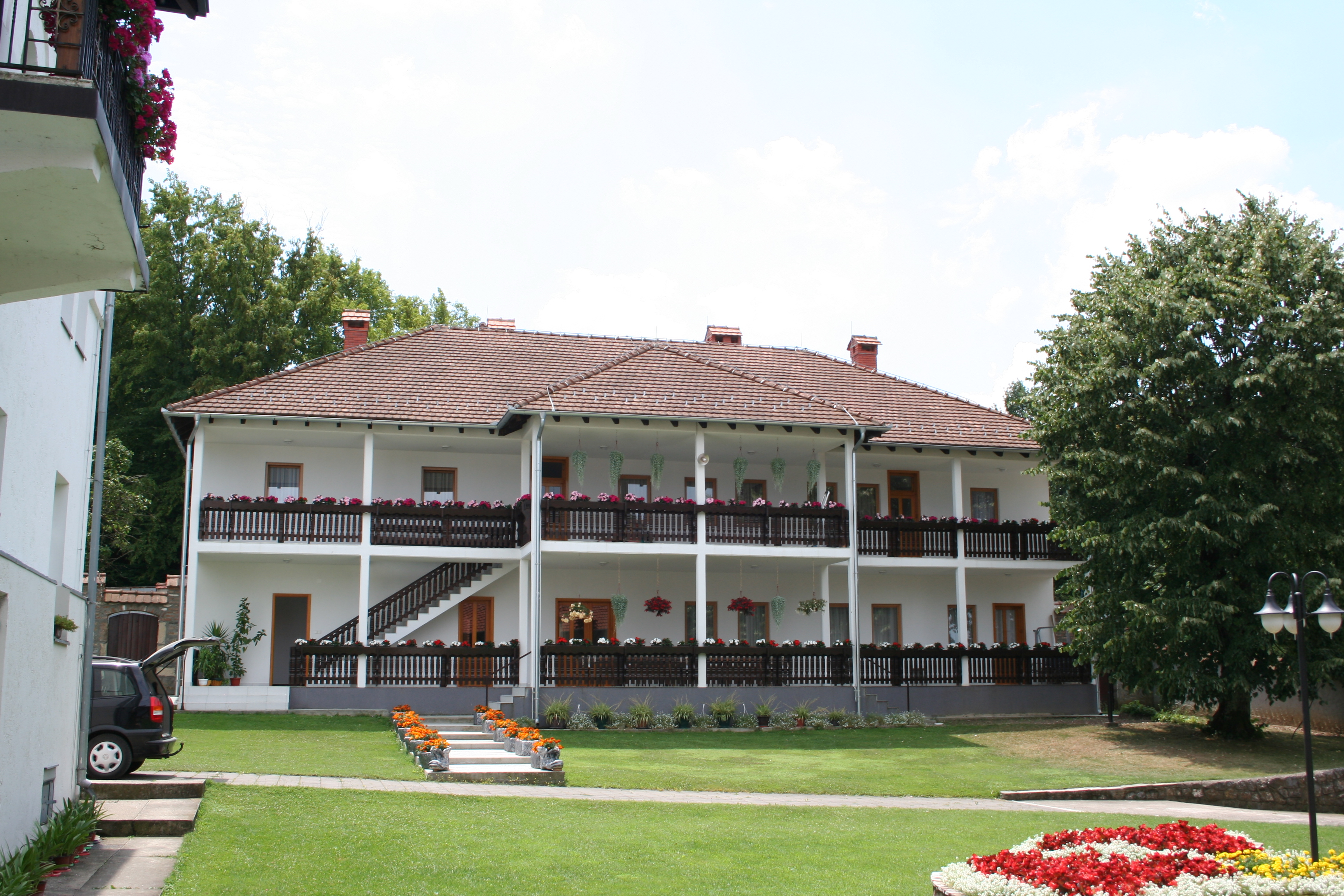
Un autre konak

Le monastère abrite la plus belle et la plus grande des croix sculptées par l'archimandrite Hadži-Ruvim, connue sous le nom de Croix de Hadži-Ruvim ; elle a été utilisée par prota Mateja Nenadović lors du premier conseil gouvernemental de la Serbie révolutionnaire en  1805.

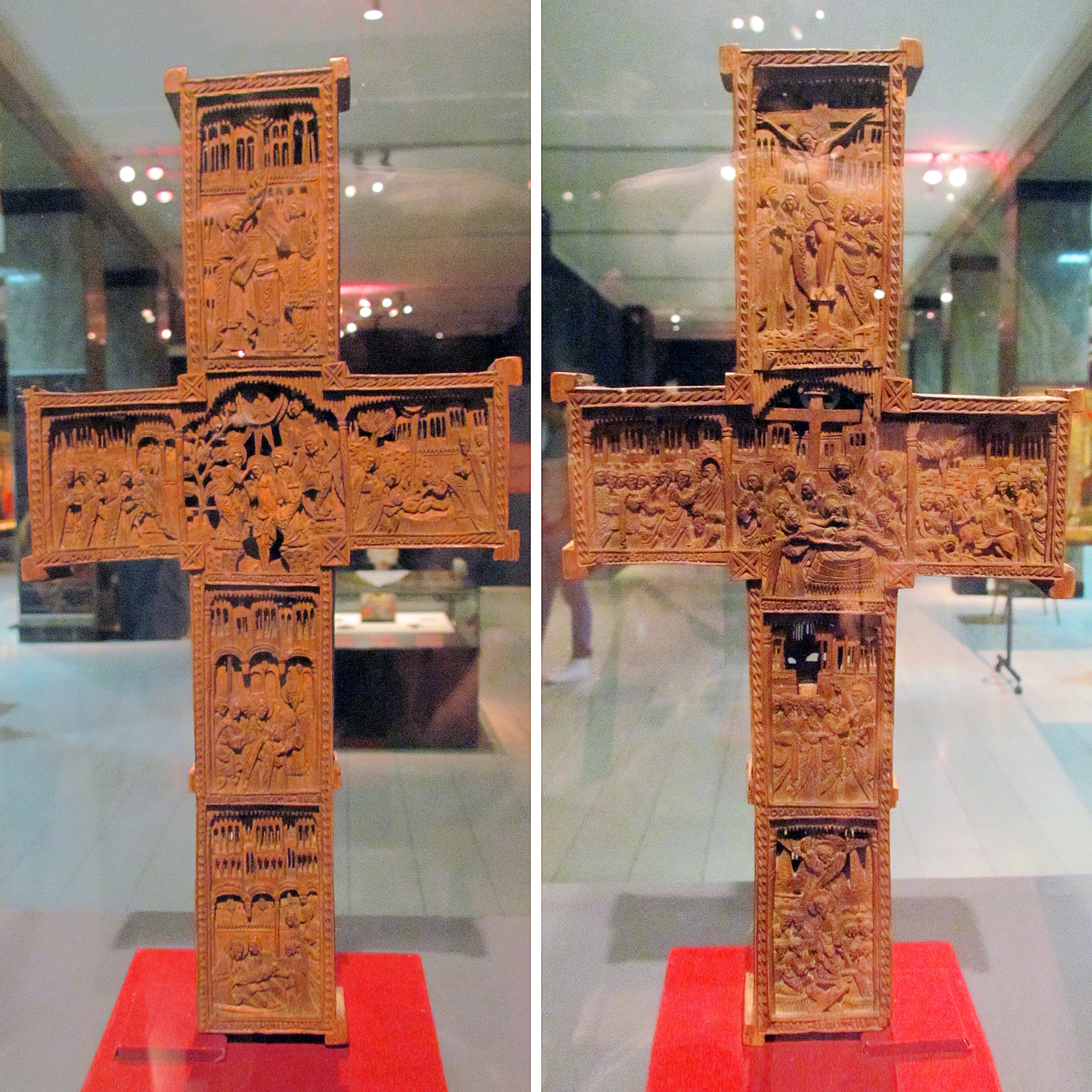
La Croix de Hadži-Ruvim, 1799.